# Monroe (Louisiana)
Monroe település az Amerikai Egyesült Államok Louisiana államában, Ouachita megyében. Lakosainak száma 47 702 fő (2020. április 1.).

## Népesség
A település népességének változása:
| Lakosok száma | 48 815 | 47 294 | 47 702 |
|               | 2010   | 2019   | 2020   |